# Diederik Louis van Brakell tot den Brakell
Diederik Louis baron van Brakell tot den Brakell, heer van Vredestein en Over- en Nederasselt (Tiel, 17 december 1768 – Arnhem, 27 december 1852) was een Nederlandse advocaat, rechter en politicus voor de Liberalen.

## Levensloop
Diederik Louis van Brakell tot den Brakell werd geboren als zoon van jonkheer Floris Adriaan van Brakell tot den Brakell en Huberta van Hulst. Van Brakell tot den Brakell studeerde Romeins en hedendaags recht aan de Universiteit van Harderwijk en promoveerde op dissertatie. Hij begon zijn carrière in 1789 in Tiel als advocaat. Daarna was hij rechter te Tiel (1811) en Nijmegen. Op 29 en 30 maart 1814 was hij lid van de Vergadering van Notabelen voor het departement Boven-IJssel. Van 19 september 1814 tot augustus 1825 was van Brakell tot den Brakell lid van de Provinciale Staten van Gelderland. Van 8 augustus 1815 tot 15 augustus 1815 was hij buitengewoon lid van de Staten-Generaal der Verenigde Nederlanden voor de provincie Gelderland. Van 18 oktober 1825 tot 18 oktober 1829 was Diederik lid van de Tweede Kamer der Staten-Generaal en van 1 juli 1834 tot juli 1850 was hij lid van de Provinciale Staten. Bij Koninklijk Besluit van 18 oktober 1822, nr. 114 werd voor hem en zijn wettige afstammelingen de hun vanouds competerende titel van baron erkend.

## Persoonlijk
Diederik van Brakell tot den Brakell is twee keer gehuwd. Op 20 november 1798 trouwde hij in Lienden met zijn achternicht Maria Alexandrina Philippina Catharina van Brakell (Tiel, 3 oktober 1778 – Nijmegen, 15 april 1802). Drie jaar na de dood van zijn eerste vrouw is hij op 21 mei 1805 in Neerbosch hertrouwd met haar zus Diderica Fortunée van Brakell (Rijswijk (Gelderland), 5 maart 1782 – Arnhem, 18 januari 1853). Uit zijn eerste huwelijk had hij twee en uit zijn tweede huwelijk zes kinderen:
- Jhr. Floris Adriaan van Brakell tot den Brakell (Nijmegen, 3 juni 1800 – Ravenswaaij, 26 juni 1826) en zijn neef Antoon Willem van Brakell (1809-1826) zijn verdronken toen zij op maandagochtend 26 juni 1826 bij het landgoed Vredestein in de Lek aan het baden waren.[5]
- Sijna Jacqueline Alexandrine Diderique barones van Brakell tot den Brakell (Nijmegen, 22 december 1801 – Arnhem, 4 februari 1870) bleef ongehuwd.[6]
- Louis Eugène baron van Brakell tot den Brakell (ged. Nijmegen, 12 oktober 1806 – Ravenswaaij, 16 juni 1865) bleef ongehuwd. Bij zijn doop in de Nijmeegse Stevenskerk waren koning Lodewijk Napoleon en koningin Hortense zijn doopgetuigen.[7]
- Margaretha Gijsberta barones van Brakell tot den Brakell (Druten, 9 september 1807 – Arnhem, 25 oktober 1847) bleef ongehuwd.[8]
- Francois Gijsbert Staatskin baron van Brakell tot den Brakell (Geldermalsen, 30 september 1809 – Arnhem, 19 oktober 1878) is op 24 oktober 1839 in Amsterdam getrouwd met Bartholomée Hermine Brand (Amsterdam, 13 januari 1814 – Arnhem, 12 april 1878).[9] Zij was een dochter van de advocaat mr. Jean (Joan) Brand, ambachtsheer van Willige Langerak en vrijheer van Cabauw en Zevender. Haar moeder Anna de Clercq was een achternicht van de koopman en letterkundige Willem de Clercq (naar wie de De Clercqstraat in Amsterdam is vernoemd).[10] Hun dochter en enig kind Fortunée Anne Louise barones van Brakell tot den Brakell (1840-1877) is in 1860 getrouwd met haar neef Lodewijk Frank Willem baron van Brakell (1837-1898) en is kinderloos overleden.
- Maria Alexandrina Adriana barones van Brakell tot den Brakell (Ravenswaaij, 15 augustus 1813 – Den Haag, 9 april 1898) is op 24 september 1857 in Arnhem getrouwd met Theodoor Willem van Zuylen van Nievelt (1813-1881).[11] Hun huwelijk bleef kinderloos.
- Mr. Willem Jacob baron van Brakell tot den Brakell (Ravenswaaij, 6 april 1818 – Arnhem, 19 december 1902) bleef ongehuwd. Hij was van 1844-1853 burgemeester en secretaris van Lienden en vanaf 1847 kamerheer in buitengewone dienst van koning Willem II, koning Willem III en koningin Wilhelmina.[12]
- Justina Philippina Geertruid barones van Brakell tot den Brakell (Ravenswaaij, 31 december 1821 – Arnhem, 25 oktober 1904) bleef ongehuwd.

## Nevenfuncties
- Lid van de Ridderschap van Nijmegen
- Lid van de Ridderschap van Gelderland
- Lid van de Heemraad Heemraadschap van Neder-Betuwe

## Ridderorden
- Ridder in de Orde van de Nederlandse Leeuw